# Marie Delattre
Marie Delattre (Arràs, 4 de març de 1981) és una esportista francesa que va competir en piragüisme en la modalitat d'aigües tranquil·les.
Va participar en els Jocs Olímpics de Pequín 2008, obtenint una medalla de bronze en la prova de K2 500 m. Va guanyar dues medalles de bronze al Campionat Mundial de Piragüisme els anys 2005 i 2007, i una medalla de bronze al Campionat Europeu de Piragüisme de 2005.

## Palmarès internacional
| Jocs Olímpics     | Jocs Olímpics             | Jocs Olímpics | Jocs Olímpics |
| Any               | Lloc                      | Medalla       | Competició    |
| ----------------- | ------------------------- | ------------- | ------------- |
| 2008              | Pequín ( R.P. de la Xina) | 3             | K2 500 m      |
| Campionat Mundial |                           |               |               |
| Any               | Lloc                      | Medalla       | Competició    |
| 2005              | Zagreb ( Croàcia)         | 3             | K2 500 m      |
| 2007              | Duisburg ( Alemanya)      | 3             | K2 500 m      |
| Campionat Europeu |                           |               |               |
| Any               | Lloc                      | Medalla       | Competició    |
| 2005              | Poznań ( Polònia)         | 3             | K2 500 m      |